# 肯辛頓 (明尼蘇達州)
肯辛頓（英語：Kensington）是一個位於美國明尼蘇達州道格拉斯縣的城市。

## 歷史
肯辛頓於1887年設立，得名自英國倫敦的肯辛頓。同年開設郵局，1891年升格為城市。

## 人口
根據2020年美國人口普查的數據，肯辛頓的面積為0.93平方千米，當中陸地面積為0.93平方千米，而水域面積為0.00平方千米。當地共有人口266人，而人口密度為每平方千米286人。